# Ostaniec deflacyjny
Ostaniec deflacyjny – pagórek o stromych stokach, powstały w wyniku nieregularnego wywiewania piasków lub pyłów. Na nierówne wywiewanie ma wpływ obecność roślinności lub występowanie bardziej odpornych skał.